# Schlosskirche
Eine Schlosskirche ist ein Sakralgebäude, das dem Wohnsitz des Adels oder auch Großbürgertums zugeordnet, häufig auch direkt daran angebaut ist. Es war ein Gotteshaus für die Schlossbewohner, meistenteils aber für Gemeindegottesdienste zugänglich.
Beispiele von Schlosskirchen sind:
Deutschland:
- Schlosskirche (Ahorn), Bayern
- Schlosskirche Ahrensburg
- Evangelische Schlosskirche (Allenbach)
- Schlosskirche (Aufseß)
- Schlosskirche (Bad Dürkheim)
- Schlosskirche Bartenstein
- Schlosskirche Beuggen
- Schlosskirche Bernburg
- Schlosskapelle Blutenburg
- Schlosskapelle (Bonndorf im Schwarzwald)
- Schlosskirche (Braunfels)
- Schlosskirche Buch (Berlin)
- Kurfürstliche Schlosskirche (Bonn)
- Schloßkirche (Chemnitz)
- Schlosskirche Eller (Düsseldorf)
- Schlosskirche Ellingen
- Schlosskirche (Eisenberg)
- Schlosskirche Friedenstein (Gotha)
- Schlosskirche Fürstenau
- Schlosskirche (Gleisenau), Bayern
- Schlosskirche (Hannover)
- Schlosskirche Harburg
- Schlosskirche Heuckewalde
- Schlosskirche (Hochberg)
- Schlosskirche Hohentübingen (Tübingen)
- Schlosskirche (Karlsruhe), siehe Schloss Karlsruhe
- Schlosskirche (Königsberg)
- Schlosskirche Lauchhammer-West
- Schloßkirche Leipzig-Lützschena
- Schlosskirche Mariä Verkündigung (Liebenburg/Lkrs. Goslar)
- Schlosskirche Lockwitz (Dresden)
- Schlosskirche (Mannheim)
- Schlosskirche Mailberg (Österreich)
- Schlosskirche St. Marien, Insel Mainau
- Schlosskirche Molsdorf
- Schlosskirche Neufraunhofen
- Schlosskirche (Neustrelitz)
- Schlosskirche (Niederfüllbach)
- Schlosskirche Philippseich
- Schlosskirche (Poppenreuth)
- Schlosskirche Putbus (Rügen)
- Dorf- und Schlosskirche Reckahn
- Schlosskirche (Saarbrücken)
- Schlosskirche Schwarzburg
- Schlosskirche Schwerin
- Schlosskirche zu Stettin
- Schlosskirche (Stolp)
- Schlosskirche (Weilburg)
- Schlosskirche (Lutherstadt Wittenberg)
- Schlosskirche Bonn (Evangelisch-Theologische Fakultät) der Universität
- Schlosskirche (Rumpenheim)

Polen:
- Schlosskirche (Koszalin)